# Pontoise-lès-Noyon
Pontoise-lès-Noyon – miejscowość i gmina we Francji, w regionie Hauts-de-France, w departamencie Oise.
Według danych na rok 1990 gminę zamieszkiwały 444 osoby, a gęstość zaludnienia wynosiła 67 osób/km² (wśród 2293 gmin Pikardii Pontoise-lès-Noyon plasuje się na 577. miejscu pod względem liczby ludności, natomiast pod względem powierzchni na miejscu 721.).